# Даса, Эли
Элаза́р (Э́ли) Да́са (ивр. אלי דסה‎; род. 3 декабря 1992, Нетания, Израиль) — израильский футболист, защитник.

## Биография
Родился в 1992 году в городе Нетания в семье эфиопских евреев. У него есть младший брат Ор Даса (род. 1998), который также стал футболистом.

### Клубная карьера
Начинал заниматься футболом в академии тель-авивского «Маккаби», откуда позже перешёл в «Бейтар». В последнем и начал профессиональную карьеру в сезоне 2010/11. 31 июля 2010 года Даса дебютировал за «Бейтар» во время матча Кубка Тото против «Хапоэля Ашкелона». 12 сентября 2012 года Даса забил свой первый гол во взрослой карьере в матче чемпионата против «Хапоэль Беэр-Шева». В составе команды провёл пять полноценных сезонов и сыграл более сотни матчей, однако серьёзных успехов не добивался.
10 августа 2015 года Даса перешёл в «Маккаби» из Тель-Авива, подписав контракт на четыре года. Он дебютировал за новый клуб в матче за Суперкубок Израиля против «Хапоэль Ирони», который «Маккаби» проиграл. В сентябре 2015 года он впервые сыграл в Лиге чемпионов УЕФА против киевского «Динамо». В сезоне 2017/18 он смог выйти в Лигу Европы во второй раз подряд с «Маккаби», но из-за травмы он сыграл только одну игру в турнире. В составе «Маккаби» Даса отыграл четыре сезона и стал чемпионом Израиля в сезоне 2018/19. Также вместе с клубом дважды выигрывал Кубок Тото, дважды принимал участие в групповой стадии Лиги Европы УЕФА и один раз в групповой стадии Лиги чемпионов УЕФА.
В сентябре 2019 года в качестве свободного агента перешёл в нидерландский «Витесс». 29 сентября 2019 года он дебютировал в Эредивизи в матче против «Валвейка», выйдя на замену на 57-й минуте вместо Брайана Линссена.
7 сентября 2022 года стал игроком московского «Динамо». Контракт рассчитан на два года с возможностью продления ещё на год. 10 июня 2025 года покинул клуб после окончания контракта.

### Карьера в сборной
В 2013 году в составе молодёжной сборной принимал участие на домашнем для Израиля чемпионате Европы, на котором сыграл в двух матчах группового этапа, но его команда не смогла выйти в плей-офф, заняв третье место в группе с результатом 4 очка. После завершения турнира провёл несколько матчей за сборную в качестве капитана.
За основную сборную Израиля дебютировал 3 сентября 2015 года, отыграв весь матч против сборной Андорры в рамках отборочного турнира чемпионата Европы 2016.

## Достижения
«Маккаби» Тель-Авив
- Чемпион Израиля: 2018/19
- Обладатель Кубка Тото: 2017/18, 2018/19